# L3/35
De L3/35 was een lichte Italiaanse tank, een verbeterde versie van de L3/33. De productie van de L3/33 startte in 1933 en werd vanaf 1935 overgenomen door de L3/35 waarvan de productie pas tijdens de Tweede Wereldoorlog werd gestaakt. Qua kracht was het een tankette. Het had een lichte bepantsering en bewapening. De bemanning bestond uit twee personen. Het voertuig is op vele fronten ingezet, maar tijdens de eerste gevechten in Noord-Afrika kwamen de tekortkomingen al aan het licht.

## Geschiedenis
In 1929 kocht het Italiaanse leger een aantal Vickers Carden-Loyd Mark VI tankettes met de mogelijkheid deze ook zelf te produceren. De eerste Italiaanse voertuigen kregen de aanduiding Carro Veloce 29. In totaal zijn 21 exemplaren gefabriceerd. Het waren lichte voertuigen met maximaal 9 mm dik pantser; het gewicht was 1,7 ton. Een Ford benzinemotor met een vermogen van 20 pk gaf het een maximale snelheid van 40 km/u. De bewapening was een Fiat Model 14 watergekoelde machinegeweer met een kaliber van 6,5mm. De bemanning bestond uit twee personen, een chauffeur en een commandant/schutter.
De Carro Veleco 33 was de opvolger ontwikkeld door de Italiaanse producent Ansaldo in 1931-1932. De belangrijkste veranderingen betroffen het mechaniek om de rupsbanden strak te houden. Het gewicht nam toe naar ruim 3 ton hetgeen een zwaardere motor noodzakelijk maakte. Het watergekoelde model machinegeweer werd vervangen door een luchtgekoelde versie. Uitvoeringen met twee Breda-machinegeweren van 8mm kwamen nog later in productie. Het voertuig werd in 1933 in dienst genomen.
In 1935 werd de Carro Veloce 35 geïntroduceerd. Deze had wederom een aantal verbeteringen. Bronnen geven verschillende informatie over de benzinemotor die toegepast werd, of 68 pk of dezelfde motor als in de Carro Veloce 33, met 42 pk. De bewapening bleef echter ongewijzigd.
Aan het eind van de jaren 30 werd de type-aanduiding gewijzigd in L3/33 of L3/35 waarbij de L staat voor (it)  Leggero (licht), 3 het gewicht in tonnen en 33 het jaar van introductie (1933). In totaal zijn er vanaf 1933 ruim 2.250 exemplaren gemaakt. De productie werd pas in de Tweede Wereldoorlog gestaakt.

## Vlammenwerper versie

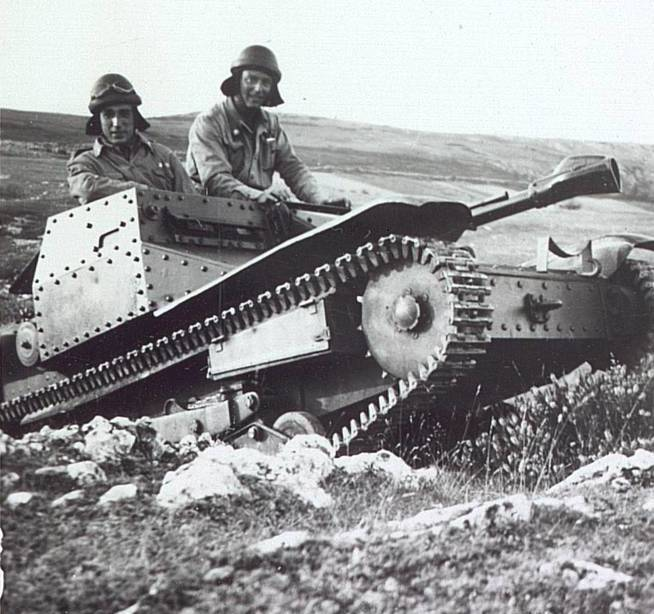
Een L3 Lf tijdens de Spaanse Burgeroorlog

De L3 Lf (Lf staat voor (it)  Lancia fiamme of vlammenwerper) was een andere versie van de L3 tankette. De ontwikkeling van dit voertuig begon in 1935. Op de plaats van het machinegeweer kwam de vlammenwerper en 500 liter brandstof werd meegevoerd in een gepantserde aanhangwagen. Latere versies kregen, naast de aanhangwagen, een extra tank van 60 liter achter op het voertuig, boven de motor, gemonteerd. De brandstof werd met een pomp, aangedreven door de versnellingsbak, tot 40 meter ver weg gespoten. In Tobroek heeft het Britse leger een aantal exemplaren op de Italianen veroverd, maar er zijn geen bewijzen dat deze voertuigen ook daadwerkelijk zijn ingezet.

## Gebruik
De L3/35 was overal waar de Italiaanse fascisten gelegerd waren. Meer dan 40 L3/35`s vochten in Griekenland. In Noord-Afrika vochten ook deze tanks, maar niet met veel succes. Later gebruikten ook de nazi's tanks van dit type in Noord-Italië (1944). Maar de L3/35 had al afgedaan en was niet meer modern.

### Gebruikers
- Islamitisch Emiraat Afghanistan: In ieder geval één gezien gebruikt door de Taliban.[6]
- Koninkrijk Afghanistan: een aantal later gemodificeerd met KPV zware machinegeweren.[7]
- Oostenrijk: 36 CV-35 tanks van de eerste productiepartij, geleverd in maart 1937.
- Brazilië: 18 eenheden bewapend met twee Madsen machinegeweren en 5 eenheden bewapend met 13.2 Breda zware machinegeweren.[7]
- Koninkrijk Bulgarije
- Republiek China
- Koninkrijk Italië
- Irak[8]
- Nazi Duitsland
- Griekenland
- Koninkrijk Hongarije
- Spanje
- Venezuela: De twee exemplaren waren de eerste pantservoertuigen die het Venezolaanse leger gebruikte.
- Keizerrijk Ethiopië: buitgemaakt tijdens de Tweede Italiaans-Ethiopische Oorlog.